# Rewaz Czelebadze
Rewaz Czelebadze, gruz. რევაზ ჩელებაძე, ros. Реваз Владимирович Челебадзе, Rewaz Władimirowicz Czelebadze (ur. 2 października 1955 w Kobuleti, Gruzińska SRR) – gruziński piłkarz, grający na pozycji napastnika, reprezentant Związku Radzieckiego, działacz piłkarski.

## Kariera piłkarska

### Kariera klubowa
Jest wychowankiem klubu Szukura Kobuleti. W 1974 rozpoczął karierę piłkarską w Dinamo Batumi. W 1976 przeszedł do Dinama Tbilisi, który występował w Wyższej lidze i z którym wywalczył największe sukcesy: Mistrzostwo ZSRR w 1978, Puchar ZSRR w 1976 i 1979 oraz europejski Puchar Zdobywców Pucharów w 1981. Latem 1982 odszedł do Gurii Lanczchuti, a na początku 1983 powrócił do Dinamo Batumi. Latem 1985 ponownie został piłkarzem Dinama Tbilisi, w barwach którego w 1987 zakończył karierę piłkarską.

### Kariera reprezentacyjna
W reprezentacji ZSRR zadebiutował 7 września 1977 w wygranym 4:1 towarzyskim meczu z Polską. Łącznie rozegrał 7 meczów i strzelił 3 gole. W 1980 bronił barw olimpijskiej reprezentacji ZSRR, z którą zdobył brązowe medale Letnich Igrzysk Olimpijskich.

## Kariera trenerska
Po zakończeniu kariery zawodniczej rozpoczął pracę administracyjną. W latach 1990–1994 zajmował stanowisko prezesa klubu Dinamo Batumi. Od lipca 1995 do sierpnia 1996 ponownie pracował na tym stanowisku. Od listopada 1996 do czerwca 1997 kierował klubem Metalurgi Rustawi. Również pracował w Gruzińskim Związku Piłki Nożnej na stanowisku wiceprezesa. Od 1990 pełni funkcje prezesa rodzimego klubu Szukura Kobuleti. Obecnie jest agentem piłkarskim wielu młodych gruzińskich piłkarzy, m.in. Żano Ananidze.

## Sukcesy i odznaczenia

### Sukcesy klubowe
- zdobywca Pucharu Zdobywców Pucharów: 1981
- mistrz ZSRR: 1978
- wicemistrz ZSRR: 1977
- brązowy medalista Mistrzostw ZSRR: 1976 (w), 1976 (j)
- zdobywca Pucharu ZSRR: 1976, 1979
- wicemistrz Spartakiady Narodów ZSRR: 1979.

### Sukcesy reprezentacyjne
- brązowy medalista Letnich Igrzysk Olimpijskich: 1980

### Sukcesy indywidualne
- wybrany do listy 33 najlepszych piłkarzy ZSRR: Nr 23 (1977)

### Odznaczenia
- tytuł Mistrza Sportu ZSRR: 1976
- tytuł Mistrza Sportu Klasy Międzynarodowej: 198?